# ベネネイア (クレーター)
ベネネイア (Veneneia) は、ベスタで2番目に大きいクレーターである。南緯52°に位置し、直径は395km で小惑星の赤道直径の70%を覆っており、太陽系で最も大きいクレーターの1つとなっている。少なくとも20億年経過している。しかし、より大きなレアシルヴィアに部分的に覆い隠されている。2011年にドーンによって発見され、ウェスタの処女の1人ベネネイアに因んで命名された。
ベスタは、ベネネイアと同心の北半球に一連の谷を持つ。これらは、これらは衝突に起因する大規模構造であると信じられている。最大のSaturnalia Fossaは、幅約39km、長さ約400km以上に達する。